# Ipocalciuria
L'ipocalciuria è la concentrazione inferiore al normale di ioni calcio nelle urine. Durante la gravidanza, essa appare un fattore di rischio significativo per l'eclampsia.
Le cause più comuni di ipocalciuria sono l'uso di diuretici tiazidici o un'insufficiente assunzione del calcio con l'alimentazione; in altri casi, essa è causata da una malattia ereditaria, l'ipercalcemia ipocalciurica familiare. Anche una scarsa assunzione di sodio mediante la dieta può determinare uno squilibrio elettrolitico che può portare all'ipocalciuria. Anche la sindrome di Gitelman, patologia del tubulo contorto distale ad ereditarietà autosomica recessiva, determina ipocalciuria nella maggior parte dei casi.